# Biogeochemia
Biogeochemia – dział geochemii zajmujący się badaniem obiegu pierwiastków w przyrodzie przy udziale procesów biologicznych. Jest dziedziną interdyscyplinarną, lawirującą na granicy wielu nauk ścisłych, takich jak biologia, chemia, geologia czy też ochrona środowiska i ekologia. Badania biogeochemiczne skupiają się obecnie na analizie oddziaływania mikroorganizmów na przemieszczanie się pierwiastków w obrębie naszej planety. Badania takie wykorzystuje się między innymi w poszukiwaniu złóż surowców mineralnych (węglowodory, metale nieżelazne itp.).

## Badania biogeochemiczne
Badania biogeochemiczne łączą metody wszystkich nauk przyrodniczych. Najważniejszymi z problemów badanych w trakcie takowych badań są między innymi:
- poszukiwanie złóż surowców mineralnych
- badanie zmian klimatu
- chemizm gleb
- obieg węgla w przyrodzie
- analizy na potrzeby rolnictwa
- chemizm mórz